# レッドブル・クラッシュドアイス

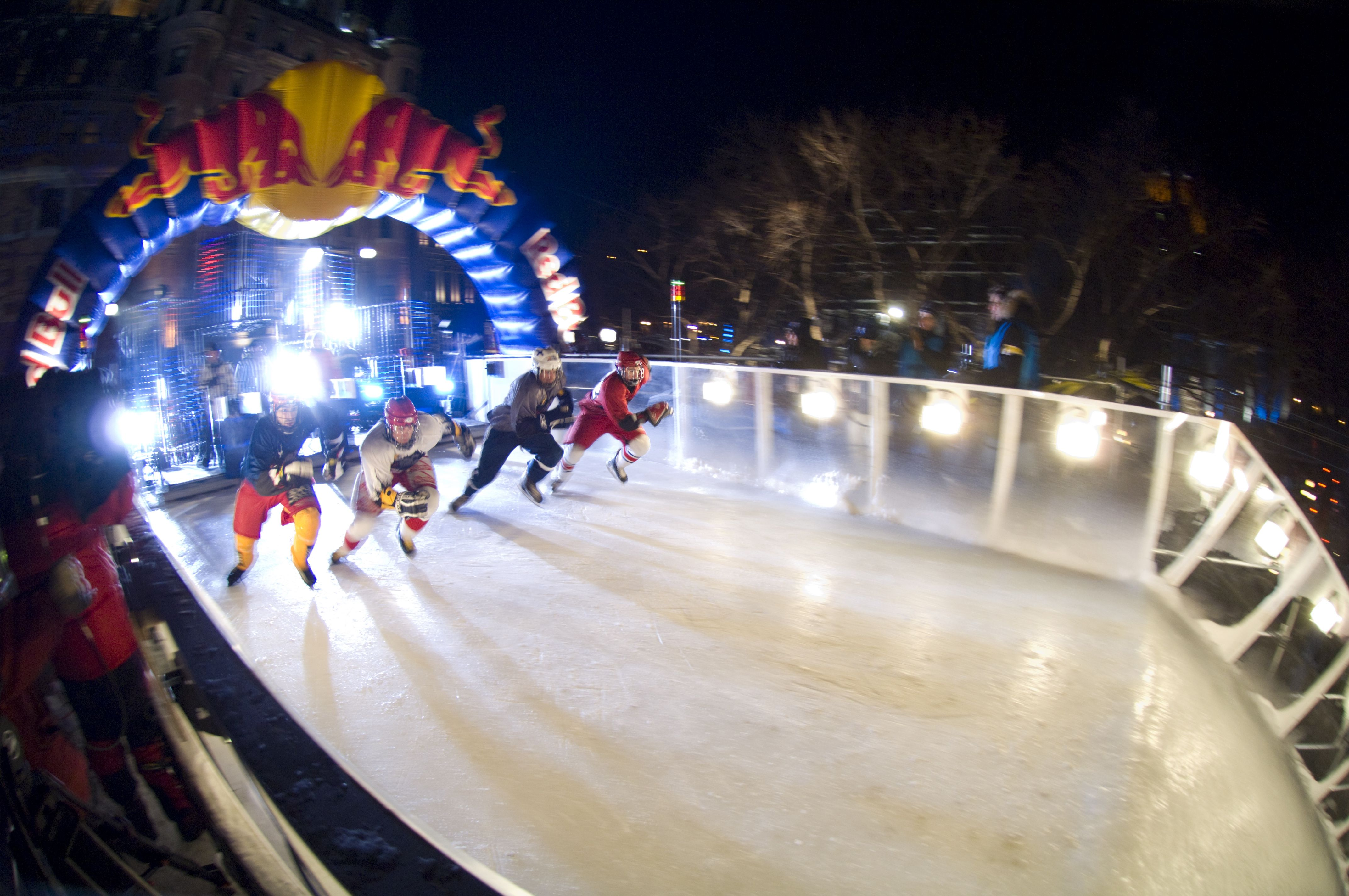
レッドブル・クラッシュドアイス（2008年1月）

レッドブル・クラッシュドアイス（英: Red Bull Crashed Ice World Championship）はレッドブルが毎年ウィンターシーズンに開催しているアイスクロスの大会。2019年-2020年シーズンよりATSX（All Terrain Skate Cross）連盟が主催する世界選手権となり、大会名称も「レッドブル・アイスクロス」（英: Red Bull Ice Cross World Championship）に改称されている。

## 概要
2001年にスウェーデン・ストックホルムで初開催。
レースにはアイスホッケーの選手などが出場し、選手はライダーと呼称される。
男子は2009年シーズンまでは個別の大会ごとに優勝者を決定していたが、2010年シーズンよりワールドチャンピオンシップとなってポイント制でシーズン中に最も多くのポイントを獲得したライダーが総合優勝となる。
女子は2009年シーズンから参加が始まり、2016年シリーズよりワールドチャンピオンシップとなった。
ジュニア部門は2017年シーズンより開設された。
欧州、アメリカを中心として開催されている。2018年12月7日・8日にはアジア初開催として、日本の横浜（臨港パーク）で開催された。
選手の胸にはRed Bullのワッペンを付けており、新人を除いて記載されている数字は前シーズンの世界ランキングとなっている。

### レース
レースは2日間の日程で行われる場合、1日目が予選日、2日目が決勝日である。
出場枠はワールドランキング上位64名のほか、開催国枠として最大7名などがある。
決勝日は男子・女子共に1レース4人のライダーが滑走し、上位2名のライダーが次のラウンドに進出するノックアウト方式で行われる。最後に残った4人の中からファイナル4で優勝を決める。
男子は予選を勝ち抜いた64人がラウンド・オブ・64、ラウンド・オブ・32、準々決勝、準決勝の計4回勝ち抜くと決勝へ進出となる。女子は予選を勝ち抜いた16人ラウンド・オブ・16、準決勝の計2回勝ち抜くと決勝へ進出となる。
選手同士が接触することもあるが、悪質と判断した場合はゴール後6秒以内にボタンを押下することで抗議できる。

## ワールドチャンピョン
男子
| シーズン   | ワールドチャンピョン       |
| ---------- | -------------------------- |
| 2010年     | マルティン・ニーフネッカー |
| 2011年     | アルットゥ・ピヒライネン   |
| 2012年     | カイル・クロクソール       |
| 2013年     | デレク・ウェッジ           |
| 2014年     | マルコ・ダラーゴ           |
| 2015年     | スコット・クロックソール   |
| 2016・17年 | キャメロン・ナーズ         |
| 2018年     | スコット・クロクソール     |

女子
| シーズン   | ワールドチャンピョン     |
| ---------- | ------------------------ |
| 2016・17年 | ジャクリーン・レジェール |
| 2018年     | アマンダ・トランゾ       |

## 結果

### 個別開催
男子
| 開催日        | 開催地             | 優勝                     |
| ------------- | ------------------ | ------------------------ |
| 2001年1月20日 | ストックホルム     | ジャスパー・フェルダー   |
| 2002年        | クラーゲンフルト   | ジャスパー・フェルダー   |
| 2003年2月28日 | ダルース           | ジャスパー・フェルダー   |
| 2004年1月24日 | モスクワ           | ジャスパー・フェルダー   |
| 2004年2月20日 | ダルース           | ジャスパー・フェルダー   |
| 2005年1月15日 | プラハ             | ジャスパー・フェルダー   |
| 2006年2月18日 | ケベック・シティー | ガブリエル・アンドレ     |
| 2007年3月3日  | ケベック・シティー | ケヴィン・オルソン       |
| 2007年3月17日 | ヘルシンキ         | ケヴィン・オルソン       |
| 2008年1月26日 | ケベック・シティー | アルットゥ・ピヒライネン |
| 2008年2月9日  | ダボス             | Miikka Jouhkimainen      |
| 2009年1月24日 | ケベック・シティー | アルットゥ・ピヒライネン |
| 2009年2月7日  | プラハ             | Miikka Jouhkimainen      |
| 2009年3月14日 | ローザンヌ         | ジャスパー・フェルダー   |

女子
| 開催日        | 開催地               | 優勝                     |
| ------------- | -------------------- | ------------------------ |
| 2009年1月24日 | ケベック・シティー   | Kerri-Anne Wallace       |
| 2010年3月20日 | ケベック・シティー   | Kerri Muir               |
| 2011年3月19日 | ケベック・シティー   | Salla Kyhala             |
| 2012年3月17日 | ケベック・シティー   | ファニー・デスフォージズ |
| 2012年12月1日 | ナイアガラフォールズ | ファニー・デスフォージズ |
| 2013年3月16日 | ケベック・シティー   | Dominique Thibault       |
| 2014年3月22日 | ケベック・シティー   | Salla Kyhala             |
| 2015年1月24日 | セントポール         | Salla Kyhala             |
| 2015年3月14日 | エドモントン         | Salla Kyhala             |

### ワールドチャンピオンシップ
男子
- 2010年シーズン

| 開催日        | 開催地             | 優勝                       |
| ------------- | ------------------ | -------------------------- |
| 2010年1月16日 | ミュンヘン         | マルティン・ニーフネッカー |
| 2010年3月21日 | ケベック・シティー | カイル・クロクソール       |

- 2011年シーズン

| 開催日        | 開催地             | 優勝                     |
| ------------- | ------------------ | ------------------------ |
| 2011年1月15日 | ミュンヘン         | カイル・クロクソール     |
| 2011年2月5日  | ファルケンブルグ   | アルットゥ・ピヒライネン |
| 2011年2月26日 | モスクワ           | アルットゥ・ピヒライネン |
| 2011年3月19日 | ケベック・シティー | アルットゥ・ピヒライネン |

- 2012年シーズン

| 開催日        | 開催地             | 優勝                     |
| ------------- | ------------------ | ------------------------ |
| 2012年1月14日 | セントポール       | カイル・クロクソール     |
| 2012年2月4日  | ファルケンブルグ   | カイル・クロクソール     |
| 2012年2月18日 | オーレ             | アダム・ホルスト         |
| 2012年3月17日 | ケベック・シティー | アルットゥ・ピヒライネン |

- 2012/13年シーズン

| 開催日        | 開催地               | 優勝                     |
| ------------- | -------------------- | ------------------------ |
| 2012年12月1日 | ナイアガラフォールズ | カイル・クロクソール     |
| 2013年1月26日 | セントポール         | カイル・クロクソール     |
| 2013年2月9日  | ファルケンブルグ     | デレク・ウェッジ         |
| 2013年3月2日  | ローザンヌ           | キャメロン・ナーズ       |
| 2013年3月16日 | ケベック・シティー   | アルットゥ・ピヒライネン |

- 2014年シーズン

| 開催日        | 開催地             | 優勝               |
| ------------- | ------------------ | ------------------ |
| 2014年2月1日  | ヘルシンキ         | マルコ・ダルラーゴ |
| 2014年2月22日 | セントポール       | マルコ・ダルラーゴ |
| 2014年3月8日  | モスクワ           | キャメロン・ナーズ |
| 2014年3月22日 | ケベック・シティー | マルコ・ダルラーゴ |

- 2015年シーズン

| 開催日        | 開催地       | 優勝                   |
| ------------- | ------------ | ---------------------- |
| 2015年1月24日 | セントポール | カイル・クロクソール   |
| 2015年2月7日  | ヘルシンキ   | スコット・クロクソール |
| 2015年2月21日 | ベルファスト | スコット・クロクソール |
| 2015年3月14日 | エドモントン | キャメロン・ナーズ     |

- 2015/16年シーズン

| 開催日         | 開催地             | 優勝                   |
| -------------- | ------------------ | ---------------------- |
| 2015年11月27日 | ケベック・シティー | キャメロン・ナーズ     |
| 2016年1月8日   | ミュンヘン         | キャメロン・ナーズ     |
| 2016年1月29日  | ユヴァスキュラ     | スコット・クロクソール |
| 2016年2月26日  | セントポール       | キャメロン・ナーズ     |

- 2017年シーズン

| 開催日        | 開催地         | 優勝                   |
| ------------- | -------------- | ---------------------- |
| 2017年1月14日 | マルセイユ     | キャメロン・ナーズ     |
| 2017年1月21日 | ユヴァスキュラ | スコット・クロクソール |
| 2017年2月4日  | セントポール   | ディーン・モリアーティ |
| 2017年3月4日  | オタワ         | キャメロン・ナーズ     |

- 2018年シーズン

| 開催日            | 開催地         | 優勝               |
| ----------------- | -------------- | ------------------ |
| 2018年1月19・20日 | セントポール   | マルコ・ダルラーゴ |
| 2018年2月2・3日   | ユヴァスキュラ | ルカ・ダルラーゴ   |
| 2018年2月16・17日 | マルセイユ     | キャメロン・ナーズ |
| 2018年3月9・10日  | エドモントン   | ルカ・ダルラーゴ   |

- 2018/19年シーズン

| 開催日           | 開催地                           | 優勝                 |
| ---------------- | -------------------------------- | -------------------- |
| 2018年12月7・8日 | 横浜（臨港パーク）               | キャメロン・ナーズ   |
| 2019年2月2日     | ユヴァスキュラ                   | カイル・クロクソール |
| 2019年2月8・9日  | ボストン・フェンウェイ・ケンモア | キャメロン・ナーズ   |

- 2020年シーズン

| 開催日        | 開催地             | 優勝     |
| ------------- | ------------------ | -------- |
| 2020年2月15日 | 横浜（臨港パーク） | 不明の旗 |
| 2020年2月29日 | ヌルスルタン       | 不明の旗 |
| 2020年3月21日 | モスクワ           | 不明の旗 |

女子
- 2015/16年シーズン

| 開催日         | 開催地             | 優勝                     |
| -------------- | ------------------ | ------------------------ |
| 2015年11月27日 | ケベック・シティー | ミリアム・トレパニエ     |
| 2016年1月8日   | ミュンヘン         | ジャクリーン・レジェール |
| 2016年1月29日  | ユヴァスキュラ     | アレクシス・ジャクソン   |
| 2016年2月26日  | セントポール       | ジャクリーン・レジェール |

- 2017年シーズン

| 開催日        | 開催地         | 優勝                     |
| ------------- | -------------- | ------------------------ |
| 2017年1月14日 | マルセイユ     | ジャクリーン・レジェール |
| 2017年1月21日 | ユヴァスキュラ | アマンダ・トランゾ       |
| 2017年2月4日  | セントポール   | ミリアム・トレパニエ     |
| 2017年3月4日  | オタワ         | ジャクリーン・レジェール |

- 2018年シーズン

| 開催日            | 開催地         | 優勝                     |
| ----------------- | -------------- | ------------------------ |
| 2018年1月19・20日 | セントポール   | アマンダ・トランゾ       |
| 2018年2月2・3日   | ユヴァスキュラ | アマンダ・トランゾ       |
| 2018年2月16・17日 | マルセイユ     | ジャクリーン・レジェール |
| 2018年3月9・10日  | エドモントン   | アマンダ・トランゾ       |

- 2018/19年シーズン

| 開催日           | 開催地                           | 優勝               |
| ---------------- | -------------------------------- | ------------------ |
| 2018年12月7・8日 | 横浜（臨港パーク）               | アマンダ・トランゾ |
| 2019年2月2日     | ユヴァスキュラ                   | アマンダ・トランゾ |
| 2019年2月8・9日  | ボストン・フェンウェイ・ケンモア | アマンダ・トランゾ |

- 2020年シーズン

| 開催日        | 開催地             | 優勝     |
| ------------- | ------------------ | -------- |
| 2020年2月15日 | 横浜（臨港パーク） | 不明の旗 |
| 2020年2月29日 | ヌルスルタン       | 不明の旗 |
| 2020年3月21日 | モスクワ           | 不明の旗 |

ジュニア
- 2017年シーズン

| 開催日        | 開催地         | 優勝             |
| ------------- | -------------- | ---------------- |
| 2017年1月14日 | マルセイユ     | ミルコ・ラハティ |
| 2017年1月21日 | ユヴァスキュラ | ミルコ・ラハティ |
| 2017年2月4日  | セントポール   | ミルコ・ラハティ |
| 2017年3月4日  | オタワ         | ミルコ・ラハティ |

- 2018年シーズン

| 開催日            | 開催地         | 優勝             |
| ----------------- | -------------- | ---------------- |
| 2018年1月19・20日 | セントポール   | ミルコ・ラハティ |
| 2018年2月2・3日   | ユヴァスキュラ | ミルコ・ラハティ |
| 2018年2月16・17日 | マルセイユ     | ミルコ・ラハティ |
| 2018年3月9・10日  | エドモントン   | ミルコ・ラハティ |

- 2018/19年シーズン

| 開催日           | 開催地                           | 優勝              |
| ---------------- | -------------------------------- | ----------------- |
| 2018年12月7・8日 | 横浜（臨港パーク）               | Johanny Velasquez |
| 2019年2月2日     | ユヴァスキュラ                   | Joni Saarinen     |
| 2019年2月8・9日  | ボストン・フェンウェイ・ケンモア | Johanny Velasquez |

- 2020年シーズン

| 開催日        | 開催地             | 優勝     |
| ------------- | ------------------ | -------- |
| 2020年2月15日 | 横浜（臨港パーク） | 不明の旗 |
| 2020年2月29日 | ヌルスルタン       | 不明の旗 |
| 2020年3月21日 | モスクワ           | 不明の旗 |